# L3哈里斯技术公司
L3哈里斯技术公司（英文：L3Harris Technologies, Inc.）是一家美国科技公司、国防承包商和信息技术服务提供商，专注于生产指挥和控制系统、无线通信设备、战术无线电、航空电子系统、夜视设备、情报、监视和侦察( C3ISR ) 系统、海洋系统、仪器仪表、导航产品、培训设备与服务以及地面/星载天线等产品，广泛应用于政府、国防及商业领域。
该公司由L3 Technologies与Harris Corporation于2019年6月29日合并而成，是美国第六大国防承包商。  
2025年1月2日，中国商务部发布公告，声称依据中国《出口管制法》和《两用物项出口管制条例》等法律法规有关规定，决定将L3哈里斯公司等28家美国实体列入出口管制管控名单。

## 历史
1895年，阿尔弗雷德·哈里斯（Alfred S. Harris）在俄亥俄州尼尔斯创立了“哈里斯自动印刷机公司”。公司在开发平版印刷工艺和印刷机的过程中花费了60年时间。1967年，哈里斯公司与位于佛罗里达州墨尔本的Radiation公司合并，后者专注于为太空竞赛提供天线、集成电路和调制解调器技术的开发。1978年，公司总部从俄亥俄州克利夫兰迁至墨尔本。2015年5月，哈里斯完成了对竞争对手Exelis Inc.的收购，使其规模几乎扩大到原公司的两倍。
L-3通讯公司于1997年成立，目的是收购洛克希德马丁公司从Loral分拆出的部分业务。这些业务部门原先隶属于洛克希德公司和马丁·玛丽埃塔公司，两者于1993年合并。公司由弗兰克·兰扎（Frank Lanza）和罗伯特·拉彭塔（Robert LaPenta）与雷曼兄弟（Lehman Brothers）共同创立，名称中的“L-3”取自三位创始人姓氏的首字母。兰扎和拉彭塔均在Loral公司及洛克希德公司担任过高管职务。通过持续的并购，公司迅速发展，跻身美国十大政府承包商之列。2016年底，公司更名为L3 Technologies, Inc.，以体现其自成立以来不断拓展的多元化业务领域。
2018年10月，哈里斯公司与L3公司宣布以全股票交易形式“平等合并”。作为交易的一部分，哈里斯公司需剥离其夜视部门，以避免两家公司的夜视业务合并后在行业中形成有效垄断。此次合并于2019年6月完成，新公司命名为L3Harris Technologies, Inc.，总部设在佛罗里达州墨尔本，与哈里斯公司原总部所在地一致。
2006年至2021年7月期间，L3Harris获得了136份美国海关和边境保护局及移民和海关执法局合同，总额达3.082亿美元，“以及6份可能价值高达60亿美元的综合采购订单”。  
2022年12月，L3Harris宣布以47亿美元现金收购老牌航空喷气发动机公司Aerojet Rocketdyne Holdings。此次收购于2023年7月28日正式完成。 

## 商业组织
截至2023年，L3Harris分为四大业务板块：
- 综合任务系统（Integrated Mission Systems）

- 空间与机载系统（Space & Airborne Systems）

- 通信系统（Communication Systems）

- 航空喷气发动机系统（Aerojet Rocketdyne）。

## 产品
- AVCATT：一种移动航空训练模拟器，用于提升飞行员的训练效果。
- StingRay和Hailstorm：手机追踪器，用于定位和跟踪设备。[18][19]
- OpenSky：先进的无线通信系统，增强通信能力。
- 航空通信与监视系统：包括TCAS、FDR和CVR等产品，系统的维护和管理由OEMServices提供。[20][21]
- hC2：L3哈里斯指挥与控制战斗管理套件，前身为“哈里斯指挥与控制”系统。[22]
- 集成核心处理器：专为F-35閃電II戰鬥機和C-130J超级大力士设计的主计算机系统。[23]
- GPNVG-18：夜视设备，配备四个夜视管，提供更广的视野。
- AN/PVS-31A BNVD 和 1531 BNVD：双目铰接式夜视装置，已成为美国特种作战司令部的标准护目镜。
- Azimuth：一种能够访问已锁定手机数据的技术。L3Harris通过收购澳大利亚公司Azimuth Security于2018年获得该技术。[24]